# L’Enfer et moi
«L’Enfer et moi» (с фр. — «Ад и я») — песня французской певицы Амандин Буржуа, с которой она представляла Францию на конкурсе песни «Евровидение 2013», который проходил в Мальмё, Швеция. Авторами песни являются Борис Бергман и Дэвид Салкин.
В финале Амандин выступила под 1-м номером и заняла 23 место.

## Список композиций
| №  | Название         | Длительность |
| -- | ---------------- | ------------ |
| 1. | «L'Enfer et moi» | 2:58         |